# Karel Kubín
Karel Kubín (11. února 1911 Ostrava – 25. listopadu 1983 Praha) byl český a československý odbojář a politik Komunistické strany Československa; poválečný poslanec Prozatímního Národního shromáždění.

## Biografie
Narodil se v početné dělnické rodině. Otec byl topičem ve Vítkovických železárnách. Karel se vyučil soustružníkem a pracoval v mostárně ve Vítkovických železárnách. Od roku 1929 byl členem KSČ. V období let 1935–1937 byl funkcionářem KSČ v Pardubicích a v Plzni, kde působil v mládežnickém hnutí. Byl také členem krajského vyboru KSČ. Od února 1937 působil jako interbrigadista ve španělské občanské válce.
Bojoval v baterii Jožky Májka a Karla Liebknechta na madridské frontě, později na aragonské frontě. V únoru 1939 přešel do Francie. V Paříži se podílel na pomoc internovanym interbrigadistům na jihu Francie.
Po okupaci Francie nacistickým Německem přesídlil na Slovensko, kde od roku 1941 působil v ilegálních strukturách Komunistické strany Slovenska. Byl organizátorem stranické práce v regionu Trenčianske Teplice, Dubnica nad Váhom a Považská Bystrica. V lednu 1942 byl zatčen Púchově a následně vězněn Leopoldově a dalších věznicích na Slovensku. Od února 1945 pak byl držen v koncentračním táboru Mauthausen.
Po válce se zapojil do politického života. Stal se vedoucím tajemníkem KV KSČ v Pardubicích. V této funkci působil do března 1947. V letech 1945-1946 byl poslancem Prozatímního Národního shromáždění za KSČ. V parlamentu setrval do parlamentních voleb v roce 1946.
Po roce 1947 pracoval v ústředí Revolučního odborového hnutí a v nakladatelství Práce a pak byl vedoucím ústřední správy národního pojištění. Přispíval do odborářského tisku.